# Radosław Maciński
Radosław Maciński, także Radek Maciński (ur. 1967 w Warszawie) – polski perkusista, współpracujący z wieloma polskimi muzykami jazzowymi i rockowymi.
Występuje od lat 90. w orkiestrze Janusza Stokłosy, grając m.in. w pierwszych wykonaniach musicali „Metro”, „Romeo i Julia” oraz innych produkcji teatru Buffo.
Współpracował z Alkiem Koreckim, Mietkiem Szcześniakiem, z zespołami Virtual Jazz Reality, Skibob, Karimski Club.
Pojawił się na wielu polskich albumach płytowych, takich artystów jak Robert Janowski „Co Mogę Dać” (1994), Kostek Yoriadis „Tak Kochać Tylko Ciebie” (1996), Pinnawela „Soulahili” (2008), Aleksander Korecki „Świat Aszkwili” (2010).